# أندي دونكان (لاعب كرة قدم)
أندي دونكان (بالإنجليزية: Andy Duncan)‏ (20 أكتوبر 1977 في المملكة المتحدة - ) هو لاعب كرة قدم بريطاني في مركز الدفاع. لعب مع كامبريدج يونايتد ومانشستر يونايتد ونادي تشيلمسفورد.

## وصلات خارجية
- أندي دونكان على موقع قاعدة بيانات كرة القدم.إي يو (الإنجليزية)
- أندي دونكان على موقع Soccerbase.com (لاعب) (الإنجليزية)